# Jesenice
För andra betydelser, se Jesenice (olika betydelser).
Jesenice är en ort och kommun i norra Slovenien, med 21 945 invånare (30 juni 2008) i hela kommunen. Själva centralorten hade 13 515 invånare i slutet av 2007, på en yta av 8,5 kvadratkilometer.

## Geografi
Jesenice är belägen i den övre Krainregionen, i Gorjesavskadalen. Orten är omgiven av bergskedjan Karavanke i norr och av Mežakla i söder; över Karavanke ligger den österrikiska staden Villach. Kurorten Kranjska Gora ligger 15 kilometer nordväst om Jesenice, medan Bled ligger 10 kilometer åt sydost. Andra närliggande orter och städer är Mojstrana, Hrušica och Žirovnica. Byn Planina pod Golico ligger fem kilometer norr om Jesenice. Jesenices klimat är växlande mellan tempererat och inlandsklimat med influenser från bergsklimat.